# عبد الحليم الجولاني

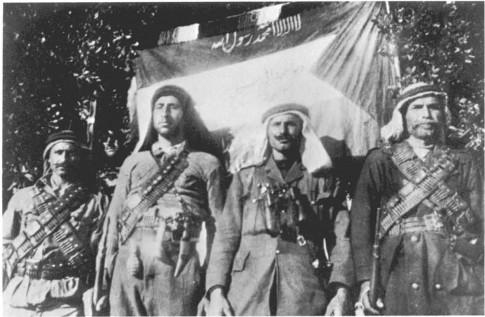
الثاني من اليمين عبد الحليم الجولاني، قائد الثوار في منطقة الخليل. الراية المرفوعة هي علم فلسطين.

عبد الحليم محمد صالح الجولاني، ويلقب بالـ«شلف»، (ولد في الخليل عام 1905 - توفي في 19 آب 2002)، قائد فلسطيني من قيادات ثورة 1936-1939 في فلسطين.

## نشأته وشبابه
ولد  لعائلة يرجع نسبها إلى العالم عبد القادر الجيلاني صاحب الطريقة المعروفة بإسمه. وأقام في صغره  مدة سنتين (1915-1917) في الكرك عند عمته لطيفه الجولاني وزوجها يوسف، وهناك تعلم خلالها الفروسية (ركوب الخيل) وتلقى التعليم الأولي في الكتّاب. عاد إلى الخليل عام 1917م أثناء الحرب العالمية الأولى.
اشتهر الجولاني بلقب «الشلف» وهذا اللقب أطلق أولًا على أحد أجداده وهو إبراهيم الجولاني وكان أحد جنود إبراهيم باشا الذي زحف من مصر إلى بلاد الشام عام 1831م في الحرب مع العثمانيين، وقد رجع إبراهيم الجولاني إلى الخليل ومنذ ذلك الوقت لُقب بالشلف، وهو فخذ من فخوذ تلك العائلة.

## نشاطه السياسي
شارك في مقاومة الاحتلال البريطاني، في عام 1930 قبض عليه بعد محاولة خطف بندقية من جندي إنجليزي، وسُجن ثلاثة أشهر في قلعة باب الخليل.
اشترك الجولاني في المظاهرات التي أقيمت في فلسطين ضد السياسة الاستعمارية البريطانية في عام 1933م وكان يحث المتظاهرين في خطبه الحماسية على الجهاد والمزيد من المظاهرات والثورات ضد الإنجليز.
شارك في التحضير والتنظيم مع عبد القادر الحسيني بتاريخ 25/3/1934م وذلك عندما وجه دعوته الاخيرة لعقد اجتماع موسع لقيادة التنظيم، وقد حضر الاجتماع عدد من الذين يثق بهم عبد القادر الحسيني من رجال الثورة ومنهم الجولاني، وقد حضروا للقدس من مختلف أماكن فلسطين، ونظرًا لأن وجود هؤلاء الشبان في القدس قد يثير التساؤلات ويلفت الأنظار، وابتغاءً لتضليل حكومة الانتداب أعلن الشيخ محيي الدين الحسيني (خال عبد القادر) أنه دعا بعض من أصدقائه وأصدقاء عبد القادر إلى مأدبة غداء في مقره في عقبة جبر في مدينة أريحا بمناسبة حصول عبد القادر على وظيفة جديدة في دائرة تسوية الأراضي وقصده من ذلك التمويه، وبالفعل أقام محيي الدين الحسيني مأدبة حضرها أكثر من مئة شخص من المدعويين، وبعد المأدبة أخذ الضيوف بالانصراف في حين تأخر رجال التنظيم في البيت، وعقدوا اجتماعًا لمدة ثلاث ساعات برئاسة عبد القادر الحسيني وأقسموا اليمين على السرية والكتمان في التنظيم، ودرسوا الوسائل التي ستوصلهم إلى أهدافهم، وتوصلوا إلى قرارات هامة منها:

## في ثورة 1936-1939
اشترك الجولاني في ثورة عام 1936م والتي بدأت بإضراب عام استمر قرابة ستة شهور ضد السياسة البريطانية التعسفية لرعايتها للهجرة اليهودية والسماح لليهود بتهريب الأسلحة.ولقد دعا الجولاني الناس إلى الالتحاق بالثورة وشكل جماعة سرية من 30 مجاهدًا، وكانت أول عَقبة واجهتهم هي عدم وجود الأسلحة الكافية لهم. مما دفع الجولاني وجماعته من الثوار إلى مواجهة دوريات وأفراد العدو للحصول على بنادقهم ورشاشاتهم، وبالفعل فقد استطاع في مدة وجيزة تأمين مجموعته من الثوار بما يساعدهم على القيام بهجمات مكثفة ناجحة على القوافل الإنجليزية والصهيونية واحتلال المراكز الحكومية والعسكرية في أماكن مختلفة في جنوب فلسطين. وقام الثوار بقطع أسلاك الهاتف والكهرباء وإغلاق الطرق وتوزيع المنشورات التي تحث الشعب الفلسطيني على الثورة ضد الإنجليز. وكان للعمليات الجريئة الناجحة صدى مفرح عند شباب الخليل الذين بدأوا يلتحقون بالثورة للقيام بالمزيد من العمليات الفدائية. وكانت سلطة الانتداب تقوم بإرسال الآلاف من جنودها المجهزين بأحدث أنواع الأسلحة تدعمهم الطائرات لاكتشاف الثوار الذين اتخذوا من الجبال ملاجئ لهم.
شترك الجولاني في معركة الخضر في 4/10/1936م وذلك عندما شنت القوات الإنجليزية هجومًا شاملًا على جبال قرية الخضر قُرب بيت لحم والتي كانت تتمركز بها بعض فصائل الجهاد المقدس. نشب القتال بينهما وامتد لعدة ساعات، وأخذت الطائرات تقصف الثوار بضراوة، استشهد في هذه المعركة القائد العربي السوري سعيد العاص ودُفن في قرية الخضر، كما جُرح في المعركة عبد القادر الحسيني وتم أسره وهو جريح ووضع تحت الحراسة بعد أن تم نقله إلى المستشفى العسكري في القدس، وبعد أن تماثل للشفاء تقريبًا أمر عبد الحليم الجولاني بعض عناصره بمراقبة المستشفى، ثم وضع خطة ناجحة لتهريب عبد القادر إلى دمشق حيث عولج هناك.
اكان قائد منطقة الخليل آنذاك عيسى البطاط وقد استشهد نتيجة لإخبارية غادرة دلّت على وجوده في إحدى المنازل بالقرب من قرية القبيبة. فاستلم القيادة بعده عبد الحليم الجولاني المعروف بـ أبو منصور. ورقم منطقته "20" وامتد نشاط الجولاني حتى شمل جبال الخليل وقسمًا من بئر السبع في صيف عام 1938م وكان على نزاع دائم مع عبد الرحمن العزة من بيت جبرين لتعاون الأخير مع عصابات فخري النشاشيبي المتعاونة مع الاستعمار والتي تدعى عصابات السلام. وقد استطاع الجولاني أن يجلب العزة لصفّه لمجابهة الاستعمار ومن المعروف أن العزة هو رئيس فصيل بيت جبرين، ولم يفكر الجولاني بقتل العزة أو غيره خوفًا من أن تنقلب الثورة إلى الأخذ بالثأر بين العائلات.
تولى قيادة منطقة الخليل، فقام بتأسيس نواة لجيش نظامي بلغ تعداده خمسين رجلًا، وانتخبت القيادة العامة لهذا الجيش مكونة من:
1. عبد الحليم الجولاني (قائدًا عامًا) 2. سعيد عبده (مساعداً للقائد العام) 3-شكري زيتون 4-الحاج ناجي القواسمي 5- محمد إسماعيل مرعب 6-عبد الرزاق الجيلاني 7-محمد سليمان منصور 8-عبد شاكر الجنيدي 9-عبد الأشهب 10-هاشم الدويك 11-يونس الجيلاني 12- يوسف جنيد 13-صادق الجعبري 14-محمد عمر حنضل النتشه 15-منير البكري 16-زين الدين مسوده 17-سليمان العوامة 18-إبراهيم أحمد أو دنهش 19-جميل العزة 20-عبد العزيز الديري 21-محمود أبو شخيدم 22-عبد الرحمن شاكر الجنيدي.

### دولة شعب الملح
استقر الجولاني في منطقة شعب الملح غربي المسكوبية في الخليل، واتخذها مركزا لعملياته. عقدت القيادة العامة في الخليل اجتماعًا في منطقة شعب الملح لكافة المجاهدين ومن المعروف أن شعب الملح هو مكان مناسب للثورة حيث يقع غربي مدينة الخليل وفيه عدد من الجبال والوديان ومن الصعب على الإنجليز ملاحقة الثوار في تلك المنطقة لِوعورتها وكثرة التضاريس الطبيعية فيها، وفي المنطقة عدد من المغرات استعملها الثوار كسجن ومحكمة للثورة ومأوى للمجاهدين ومكان لحفظ السلاح. وقد قررت قيادة الثورة في هذا الاجتماع ما يلي:
1. إعلان العصيان المدني على الإنجليز ومقاطعة محاكمهم ورفض أوامرهم.
2. أن يقوم الشعب بارتداء الكوفية والعقال دعمًا للمجاهدين الذين كانوا يطاردون من قبل الإنجليز لارتيادهم هذا اللباس.
3. رفض جوازات السفر البريطانية ورفض كل تصريح أو هوية شخصية صادرة من قبلهم وكل من يحمل هوية شخصية أو جواز سفر صادر عن الإنجليز دون علم القيادة يحكم عليه بالإعدام.
أطلق على القوات الموجودة في جبل الخليل «الجيش العربي الجنوبي»، كما نظم الثوار بقيادة الجولاني شؤون أهالي المنطقة، وأقاموا فيها محكمة لحل النزاعات عين الشيخ الشيخ عبد الحي عرفه قاض لها، كما فرض الجولاني ضريبة على موظفي الدولة قيمتها 25% من الراتب تُدفع للثورة.
خطط الجولاني لاحتلال مدينة الخليل وطرد الإنجليز منها، وكان هذا أول عمل نظامي قام به حيث تجمع لديه ألف مقاتل وهاجموا الخليل من خمس جهات

### دخول الخليل
نُسفت الجسور على امتداد طريق القدس-الخليل، ولُغّمت الطُرق الفرعية وقطعت أسلاك الهاتف، وفي 5 أيار 1938 هاجم الثوار مدينة الخليل واستولوا على مركز البرق والبريد وبنك باركليز، ورُفع العلم الفلسطيني على كل المباني الحكومية، وظلت بقيت المدينة محررة لمدة 24 ساعة حتى وصول تعزيزات بريطانية. كما بدأت الجالية الفلسطينية في القاهرة بالتبرع للثورة بمبالغ شهرية مكّنت رجال الثورة من الاستمرار في ثورتهم ضد الإنجليز.
جاء الإنجليز بقوات كبيرة لتعقب الثوار وبدأوا بتطويق القرى والمدن واعتقال كل شخص يرتدي الكوفية والعقال وهذا اللباس هو رمز الثورة، عندئذ أصدر القائد الجولاني أمرًا إلى جميع الشعب عن طريق بيانات ومناشير بارتداء الكوفية والعقال بدلًا من الطربوش الذي كان استعماله سائدًا في فلسطين.

### الهجوم على بئر السبع
من عمليات قواته الكبرى أيضا الهجوم على مركز البوليس الإنجليزي في بئر السبع في 9 أيلول 1938، حيث تحركت قوة كبيرة على متن 11 مركبة قطعت 40 كم، وتمكنت من دخول المدينة والسيطرة على مستودعات الأسلحة في المدينة، واغتنام 250 بندقية و250 صندوق من الذخيرة و50 مسدسًا و200 قنبلة ومائة بندقية ومدفع رشاش، ومن تحرير السجناء العرب هناك.

### معركة «جورة بحلص» وإسقاط طائرات بريطانية
جرت معركة جورة بحلص في 11 تشرين أول 1938، حيث تصدت قوات الجولاني لقافلة بريطانية مكونة من أربع سيارات فيها 70 جنديًا في منطقة جورة بحلص بين حلحول والخليل، وبعد معركة ضارية تمكن الثوار من إبادة أو تشتيت القوة البريطانية والاستيلاء على ذخائرها، وإسقاط ثلاث طائرات وأسر أحد طياريها، وقد استشهد في هذه المعركة خمسة من المجاهدين هم (هاشم الدويك رئيس فصيل حمولة الدويك وعبد الرحمن شاكر الجنيدي رئيس فصائل المنطقة الغربية، وعبد الأشهب رئيس فصيل عائلة الأشهب، والحارس الخاص لقائد الثورة وهو محمد عمر النتشه، والشهيد عبد الفتاح محمد بن بني نعيم، كما جرح سبعة أفراد).
استمرت دولة شعب الملح حتى مايو 1939 حيث دفع الجيش البريطاني بوحدات كبيرة مدعومة بالطيران، أجبروا الثوار على الانسحاب بعد مقاومة عنيفة. مع نهاية الثورة في فلسطين توجه الجولاني إلى مصر وأقام فيها حتى عام 1946، والتقى هناك بحسن البنا الذي أقنعه بالانضمام إلى حركة الإخوان المسلمين. سافر الجولاني بعد ذلك إلى العراق للمشاركة في ثورة رشيد عالي الكيلاني، وبعد فشل الصورة توجه إلى سوريا والمكوث متخفيًا حتى صدر قرار العفو عنه من المندوب السامي مكمايكل في 24 نيسان 1944، وقد جاء في شروط العفو إقامة جبرية في مدينة الخليل تحد من حركته.
وفي عام 1946م سافر الجولاني إلى عمّان ومعه سعيد رمضان والشيخ عبد الحي عرفه وإسماعيل البلبيسي، وسمح لهم الأمير عبد الله بتأسيس جمعية للإخوان المسلمين في شرق الأردن.

## في حرب عام 1948
بعد صدور قرار تقسيم فلسطين في 29 تشرين الثاني 1947 انضم إلى قوات الجهاد المقدس التي ترأسها عبد القادر الحسيني، وعين قائدًا للمنطقة الجنوبية لفلسطين، وتعاون مع متطوعي الإخوان المسلمين القادمين من مصر.
في 22 كانون أول 1947 شنت قواته هجونا على قافلة عسكرية بريطانية متجهة لبئر السبع فاستولى على حمولتها، وسيطرت قواته على المنطقة بين القدس والخليل وقطعت طريق الصهاينة إلى القدس. ومن المعارك الكبرى التي اشترك بها الجولاني معركة بيت لحم- أو معركة الدهيشه في 27 آذار 1948 هاجمت فيها قوات الجولاني قافلة صهيونية متجهة من مستعمرة كفار عصيون إلى القدس وتمكنوا من السيطرة عليها وأسر أفرادها.
اتخذ مقره في دير الطنطورة في 22 نيسان 1948، وعما تحت قيادته أكثر من 500 مقاتل كانوا يتقاضون رواتبهم من الهيئة العربية العليا، وكان الجيش المصري يزودهم بالمؤن والذخائر.
واشترك الجولاني في معركة جبل المكبر حيث حاول اليهود إخراج الجولاني من الجبل لأن الجبل كان تحت اشرافه وسيطرته،وتحت أمرة الضابطين عبد القادر زلوم وعبد الحفيظ عسيله، وكان عددهم 300 جندي،إلا أن قوات الجولاني وبمساعدة قوات صور باهر والقدس والخليل استطاعت أن ترد القوات اليهودية على أعقابها إلى تلبيوت.
واشترك الجولاني في معركة القسطل في 7 نيسان1948 عندما أرسل عبد القادر الحسيني رسولًا يطلب الامدادات والنجدة من المناطق المجاورة. وما أن تمت محاصرة اليهود لعبد القادر الحسيني ورجاله في القسطل حتى زحف المتطوعون من كل حدب وصوب لنجدته.
شارك الجولاني وقواته في اقتحام كفار عصيون في 12 أيار 1948.
في فترة حصار الجيش المصري في الفالوجة أرسل الجولاني المؤن والذخائر للمحاصرين، وكانت هناك آخر المعارك التي شارك فيها قبل حل الأردن قوات الجهاد المقدس، حيث تعرضت قافلة إغاثة إلى هجوم صهيوني، وتمكن الجولاني من الانسحاب.
توجه في تشرين الأول 1948 الجولاني إلى غزة وشارك في المؤتمر الذي أسست فيه حكومة عموم فلسطين.

## بعد النكبة
أقام الجولاني في عمّان، وعاد لاحقا إلى الضفة الغربية.
توفي عام 2002 ودفن في منطقة قريبة من شعب الملح.